# دیوارخزک‌ها
دیوارخزک‌ها (نام علمی: Tichodroma) تنها سردهٔ شناخته‌شده در تیرهٔ دیوارخزکان (Tichodromidae) است. در ابتدا، لینه Tichodroma را به همراه دارخزکان در تیرهٔ دارخزکان (Certhiidae) قرار داد. در حالی که دیگر مقامات آن را تیرهٔ کمرکلیان (Sittidae) به عنوان زیرتیرهٔ خود قرار دادند. یک مطالعه تبارزایی در سال ۲۰۱۶ بر روی اعضای بالاتیرهٔ دارخزک‌واران (Certhioidea) نشان می‌دهد که این یک گروه خواهر با تیرهٔ کمرکلیان (Sittidae) است. دیوارخزک (Tichodroma muraria) تنها گونه موجود است، اما گونۀ Tichodroma capeki منقرض‌شده از میوسن پسین از پولگاردی، مجارستان نیز شناخته شده است.